# MusicOMH
musicOMH è una rivista online di musica con sede a Londra che pubblica recensioni, servizi e interviste di tutti i generi, inclusi classica, metal, rock e R&B.
È stata fondata e lanciata da Michael Hubbard nel 1999.
Nel febbraio 2011 l'ex sezione teatrale del sito è stata scorporata, diventando Exeunt Magazine, poiché musicOMH si è rifocalizzato dall'essere una pubblicazione d'arte generale a scrivere principalmente di musica.

## Contenuti
I contenuti di musicOMH consistono in recensioni di album, concerti, brani e festival, oltre a interviste e post di blog. Il sito fornisce anche recensioni dal vivo e altre funzionalità. Le recensioni degli album del sito, che di solito coprono una vasta gamma di generi tra cui pop, electro, classica, metal, rock e R&B, sono state citate da numerose pubblicazioni come The Daily Telegraph, The Independent e BBC. Il sito è stato anche utilizzato come una delle tante fonti per accumulare punteggi aggregati delle recensioni per Metacritic.